# Holy Grail (Versailles)
Holy Grail è il terzo album in studio del gruppo musicale power metal giapponese Versailles, pubblicato nel 2011.

## Tracce
1. Masquerade – 6:00 (Kamijo)
2. Philia – 5:56 (Kamijo, Hizaki)
3. Thanatos – 4:32 (Kamijo, Masashi)
4. Flowery – 3:59 (Kamijo, Teru)
5. Remember Forever – 6:35 (Hizaki)
6. Destiny -The Lovers – 6:40 (Kamijo)
7. Dry Ice Scream!! (Remove Silence) – 4:38 (Hizaki)
8. Threshold – 1:59 (Teru)
9. Judicial Noir – 4:23 (Kamijo, Hizaki)
10. Love Will Be Born Again – 4:13 (Kamijo)
11. Vampire – 4:31 (Kamijo)
12. Faith & Decision – 16:28 (Kamijo, Hizaki)
13. The Theme of Holy Grail – 1:26 (Kamijo)

## Formazione
- KAMIJO - voce
- HIZAKI - chitarra
- TERU - chitarra
- MASASHI - basso
- YUKI - batteria